# Liste der Verkehrsminister von Brandenburg
Liste der Verkehrsminister von Brandenburg.

## Verkehrsminister Brandenburg (seit 1990)
| Name              | Amtsantritt                                                     | Kabinett                                 | Partei |
| ----------------- | --------------------------------------------------------------- | ---------------------------------------- | ------ |
| Jochen Wolf       | 1. November 1990                                                | Stolpe I                                 | SPD    |
| Hartmut Meyer     | 31. August 1993 11. Oktober 1994 13. Oktober 1999 26. Juni 2002 | Stolpe I Stolpe II Stolpe III Platzeck I | SPD    |
| Frank Szymanski   | 24. Oktober 2003 13. Oktober 2004                               | Platzeck I Platzeck II                   | SPD    |
| Reinhold Dellmann | 13. Dezember 2006                                               | Platzeck II                              | SPD    |
| Jutta Lieske      | 6. November 2009                                                | Platzeck III                             | SPD    |
| Jörg Vogelsänger  | 25. Februar 2010 28. August 2013                                | Platzeck III Woidke I                    | SPD    |
| Kathrin Schneider | 5. November 2014                                                | Woidke II                                | SPD    |
| Guido Beermann    | 20. November 2019                                               | Woidke III                               | CDU    |
| Rainer Genilke    | 3. November 2023                                                | Woidke III                               | CDU    |
| Detlef Tabbert    | 11. Dezember 2024                                               | Woidke IV                                | BSW    |